# An Interrupted Honeymoon (film 1904)
An Interrupted Honeymoon  è un cortometraggio muto del 1904. Il nome del regista non viene riportato nei credit.

## Produzione
Il film fu prodotto dalla American Mutoscope & Biograph.

## Distribuzione
Il cortometraggio (senza attribuzione di lunghezza nei dati odierni) uscì in distribuzione nel 1904.